# Wiktoryn Wierzbicki
Wiktoryn Wierzbicki herbu Radwan (ur. ok. 1520,  zm. 10 lutego 1587 w Gródku) – biskup żmudzki i łucki, pierwszy biskup łucki – senator w senacie Rzeczypospolitej.

## Życiorys
Urodził się ok. roku 1520 w polskiej rodzinie rycerskiej herbu Radwan. Był synem Jerzego i bratankiem Wacława, sekretarza króla Zygmunta Starego i biskupa żmudzkiego. Studiował w Padwie, nie uzyskał tam jednak żadnego stopnia naukowego. Następnie był proboszczem i kanonikiem w Widuklach na Żmudzi oraz kanonikiem kateralnym wileńskim, gdzie w 1561 był prokuratorem, później archidiakonem łuckim i żmudzkim.
Pod koniec 1564 otrzymał od króla Zygmunta II Augusta nominację na biskupstwo żmudzkie, a 8 czerwca 1565 prowizję apostolską od Piusa IV na ten urząd. Rządy w diecezji pełnił dwa lata, uchodząc za biskupa doskonale wykształconego (nazwany przez nuncjusza apostolskiego Jana Commendone najuczeńszym na Litwie).
Na początku 1567 nominowany na biskupstwo łuckie, prowizję apostolską otrzymał 22 sierpnia 1567. W dokumencie, dotyczącym przeniesienia biskupa Wierzbickiego ze Żmudzi do Łucka, zaznaczono, że jego nowa stolica biskupia jest suffraganea metropolitanae ecclesiae Gnesnensi (sufragania metropolii gnieźnieńskiej), co świadczyło, że już wtedy uważano, że biskupstwo łuckie nie jest podległe metropolicie lwowskiemu.  Był sygnatariuszem aktu unii lubelskiej 1569 roku.
W roku 1580 przeprowadził synod diecezjalny. Brał udział w lubelskim sejmie w 1569 i był jednym z sygnatariuszy słynnej unii lubelskiej. Na podstawie uchwał o inkorporacji do Królestwa Polskiego ziem podlaskiej (5 marca 1569) i wołyńskiej (26 maja 1569), jak również księstwa kijowskiego (5 czerwca 1569), wchodzących wcześniej w skład Wielkiego Księstwa Litewskiego, tereny diecezji łuckiej znalazły się w obrębie Korony, a biskup łucki zasiadł w Radzie Koronnej jako senator Królestwa.
Wiktoryn Wierzbicki zmarł 10 lutego 1587 w Gródku nad Bugiem, pochowany został w podziemiach kolegiaty w Janowie Podlaskim.